# Hugo I. (Montfort)

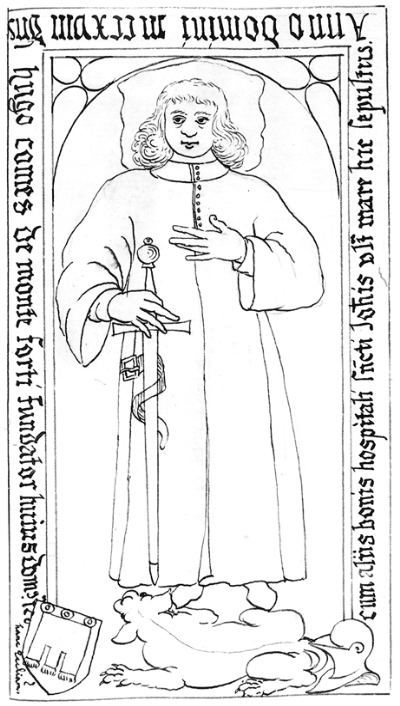
Grabplatte des Grafen Hugo I. von Montfort. Zeichnung von Gabriel Bucelin 1642

Hugo I. von Montfort († 1228) war Graf von Bregenz und Montfort aus dem Geschlecht der Pfalzgrafen von Tübingen und nannte sich deshalb bis etwa 1207 Hugo III. von Tübingen. Er begründete die neue eigenständige Linie Montfort. Das Haus Montfort übernahm das pfalzgräfliche Wappen mit geänderten Wappenfarben.

## Familie
In erster Ehe war er verheiratet mit Mechthild, einer Tochter aus dem Hause von Eschenbach-Schnabelburg. In zweiter Ehe heiratete er Mechthild von Wangen, Tochter von Friedrich.

### Kinder aus der 1. Ehe
- Rudolf I. († September 1244/7. Oktober 1247)
- Wilhelm Dompropst zu Chur († 20. September 1237)
- Hugo II. († 11. August 1260)

### Kinder aus der 2. Ehe
- Heinrich, Bischof von Chur (Elekt 1251; 1268–1272) († 14. November 1272)
- Friedrich Domherr zu Konstanz († 12. März 1285)
- Agnes Erbin von Wiesberg ⚭ Schwicker von Ramosch
- Tochter ⚭ Walter von Vaz († 1253)
- Elisabeth († nach 1268) in erster Ehe verheiratet mit Manegold Graf von Nellenburg-Veringen, in zweiter Ehe mit Heinrich Graf von Werd, Landgraf im Elsass († 1238) und in dritter Ehe mit Emich Wildgraf in Kyrburg († 1284)

## Leben und Wirken

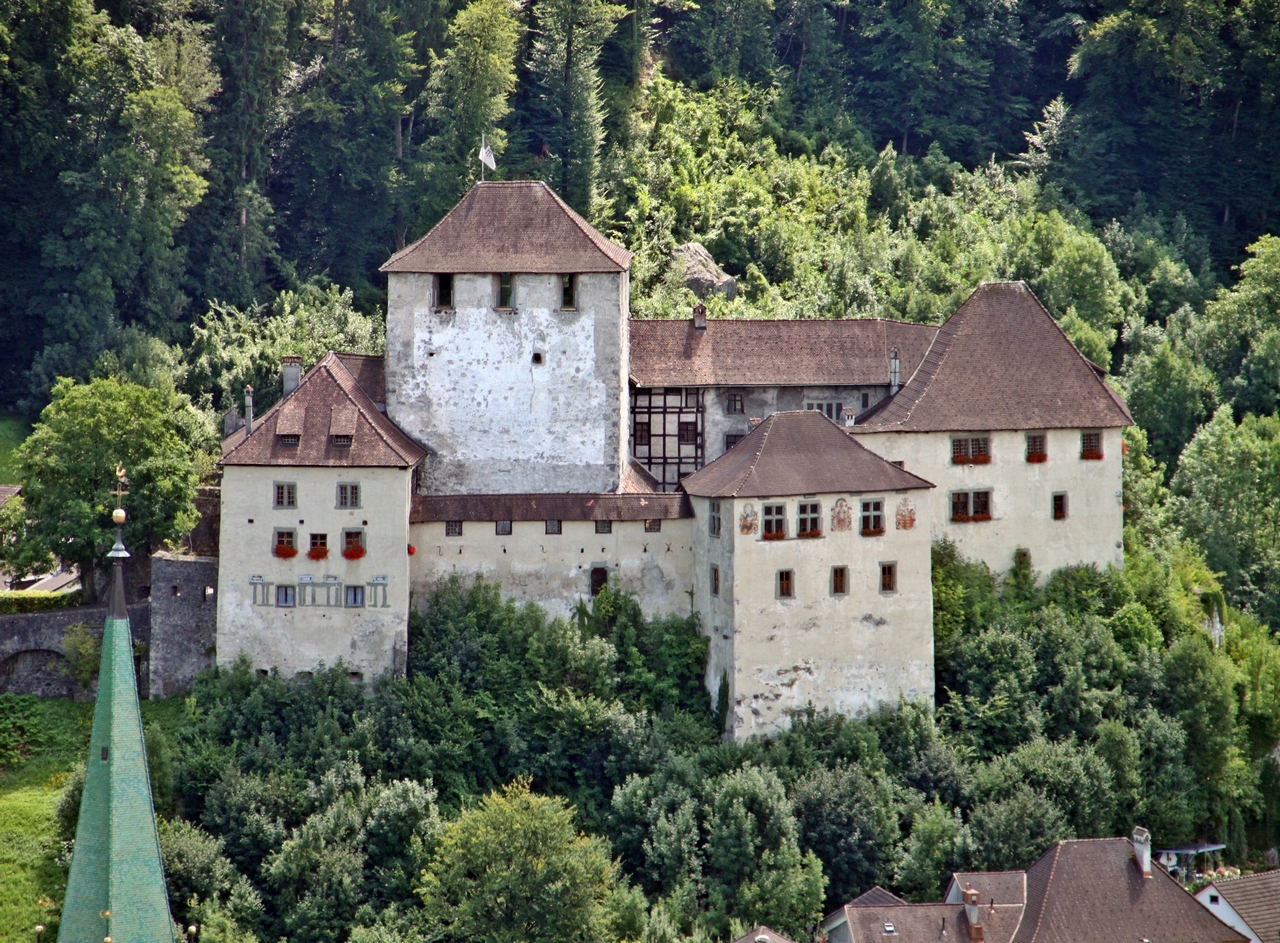
Die Schattenburg über Feldkirch

Er verlegte sein Herrschaftszentrum von Bregenz in die von ihm neu gegründete Stadt Feldkirch, um damit seinen Einfluss in Rätien und insbesondere im Bistum Chur zu steigern. Um 1200 ließ er auf einem Hügel über der Stadt die Schattenburg errichten.
Von der Kreuzzugsidee erfasst, bemühte sich Hugo I. um den Ausbau des Passverkehrs über die Alpen, stiftete 1218 eine Johanniter-Kommende in Feldkirch und schuf erste Ansätze zu einer Territorialherrschaft in Vorarlberg.
Er trat nach dem Tod seines Vaters seinen Erbteil, die von seiner Mutter herrührende Grafschaft Bregenz-Montfort, an und nahm seinen Sitz auf dem Schloss Montfort, das schon sein mütterlicher Großvater, Graf Rudolf von Bregenz, seine „urbem“ nannte. Die Erbteilung wurde indes nicht so streng durchgeführt, dass Hugo gar keinen Anteil an dem alten Familiengut und sein Bruder Pfalzgraf Rudolf I. keinen an der von ihrer Mutter beigebrachten Grafschaft erhalten hätten.
Hugo hatte noch zur Zeit der Stiftung von Kloster Bebenhausen seinen Anteil an dem Patronat der Kirche in Meimsheim und am Dorf Weil im Schönbuch, und Rudolf I. hatte laut einer Urkunde von Tschudius auch Anteil an den Bregenzer Besitzungen. Das Haus Tübingen erbte auch manches von den Bregenzer (montfortischen) Besitzungen und besaß diese noch am Ende des 13. Jahrhunderts. Nach Tschuduis (I, 107,108) hatten Graf Hugo von Montfort und sein leiblicher Bruder, Pfalzgraf Rudolf von Tübingen, und deren Mutter ein Gut bei Breitenau im Thurtal, in der Nähe des Klosters St. Johann gelegen, diesem Kloster mit Bewilligung zweier Ritter von Gandersweiler geschenkt. Nachdem das Kloster dasselbe geraume Zeit besessen hatte, entriss es ihm Hugo wieder, dem es bei der inzwischen vorgenommenen Erbteilung zugefallen war, gab es jedoch 1209 vor einem vom Papst bestellten Schiedsgericht gegen 67 Mark Silber wieder dem Kloster zurück.
Er gründete im September 1218 in Ulm mit ausdrücklicher Bewilligung des Königs Friedrich II. (HRR) die Johanniterkommende in Feldkirch, der er die von ihm gestiftete Johanneskirche sowie Güter in der näheren und ferneren Umgebung der Stadt, darunter eine Kapelle im Klostertal, übertrug. Feldkirch entwickelte sich unter Hugo I. zum Zentralort seiner Herrschaft, da er den Verkehr über den Arlbergpass belebt und den Landesausbau im südlichen Teil Vorarlbergs vorangetrieben hat.
Er starb vermutlich im Heiligen Land oder auf der Reise dorthin.
Sein Enkel Friedrich Wildgraf von Kyrburg († nach 1310), war Provinzmeister bzw. Großprior des Templerordens für Oberdeutschland, Emicho Wildgraf von Kyrburg († 1311), ein weiterer Enkel, amtierte als Bischof von Freising.